# Hermann Weingarten
Hermann Georg Wilhelm Hermann Weingarten (* 12. März 1834 in Berlin; † 22. April 1892 in Pöpelwitz bei Breslau) war ein deutscher evangelischer Kirchenhistoriker.

## Leben
Hermann Weingarten besuchte das Berliner Gymnasium zum Grauen Kloster. Seit 1853 studierte er in Jena und Berlin Theologie. Während seines Studiums wurde er 1856 Mitglied der Burschenschaft Arminia auf dem Burgkeller. 1862 habilitierte er sich an der Universität Berlin, wo er seither als Privatdozent unterrichtete. 1868 wurde er zum außerordentlichen Professor berufen; zugleich (1858–64) war er Adjunkt am königlichen Joachimsthalschen Gymnasium und bis 1873 Oberlehrer an der Andreasschule. 1873 wurde er als ordentlicher Professor nach Marburg, 1876 nach Breslau berufen.
Größere Verbreitung im damaligen Lehr- und Studienbetrieb fanden Weingartens Zeittafeln zur Kirchengeschichte, die von 1870 bis 1905 in sechs, jeweils erweiterten und veränderten Auflagen erschienen.
Ein besonderes Verdienst erwarb er sich auch mit der Herausgabe von Richard Rothes Vorlesungen über Kirchengeschichte und Geschichte des christlich-kirchlichen Lebens, die 1875 in zwei Bänden erschienen. 
Als Kirchenhistoriker galt Weingartens besondere Aufmerksamkeit den religiösen Außenseitern, den wegen ihrer unorthodoxen Prägung gemiedenen und isolierten Einzelgängern. In seinen Publikationen und Lehrveranstaltungen widmete er sich vor allem den Mystikern des Spätmittelalters, den Täufern, den Independenten und Quäkern und den von der Kirche ausgegrenzten Pietisten. Besonders verwandt fühlte er sich dem frommen Skeptiker Blaise Pascal.

## Werke
- Independentismus und Quäkerthum. Ein Beitrag zu einer Geschichte der Reformation. Theil I (Berlin 1861).
- Pascal als Apologet des Christentums (Leipzig 1862).
- Independentismus und Quäkerthum. Ein Beitrag zu einer Geschichte der Reformation. Theil II (Berlin 1864).
- Die Revolutionskirchen Englands (Leipzig 1868).
- Zeittafeln zur Kirchengeschichte (Berlin 1870).
  - Zeittafeln zur Kirchengeschichte. Zweite vermehrte und verbesserte Auflage (Leipzig 1874).
  - Zeittafeln und Überblicke zur Kirchengeschichte. Dritte Auflage in durchgängig neuer Gestaltung und Bearbeitung (Rudolstadt 1888).
  - Zeittafeln und Überblicke zur Kirchengeschichte. Vierte verbesserte Auflage. Durchgesehen und ergänzt von Samuel Martin Deutsch (Leipzig 1891).
  - Zeittafeln und Überblicke zur Kirchengeschichte. Fünfte verbesserte Auflage. Durchgesehen und ergänzt von Carl Franklin Arnold (Leipzig 1897).
  - Weingartens Zeittafeln und Überblicke zur Kirchengeschichte. Sechste Auflage, vollständig umgearbeitet und bis auf die Gegenwart fortgeführt von Carl Franklin Arnold (Leipzig 1905).
- Der Ursprung des Mönchtums im nachkonstantinischen Zeitalter (Gotha 1877).
- Die Umwandlung der ursprünglichen christlichen Gemeindeorganisation zur katholischen Kirche. In: Historische Zeitschrift 45 (1881), 441–467 (zunächst 1880 separat).

## Herausgeber
- Richard Rothes Vorlesungen über Kirchengeschichte und Geschichte des christlich-kirchlichen Lebens. 2 Bde. (Heidelberg 1875)